# Skulpturen im Chor und der Johanneskapelle des Meißner Doms

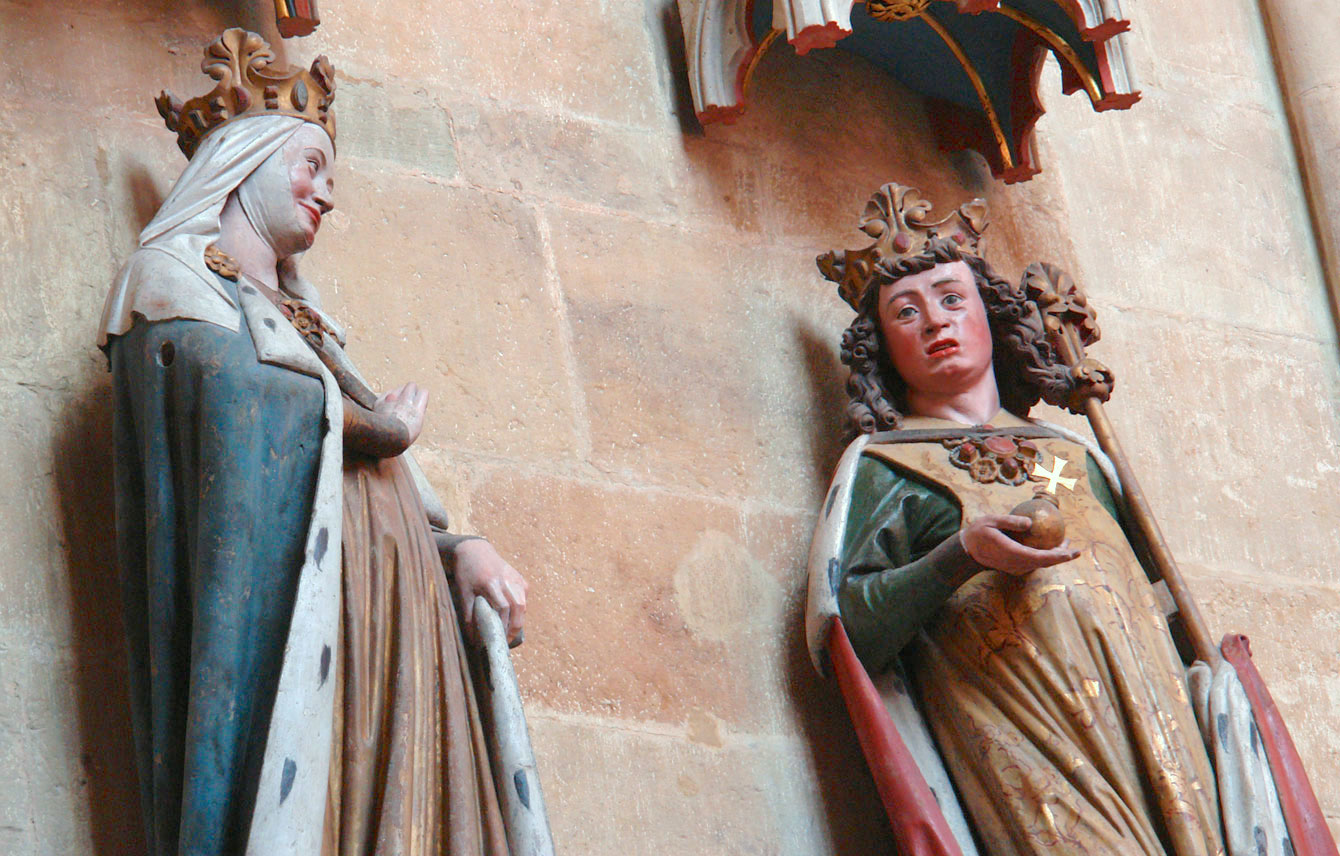
Stifterfiguren im Meißner Dom

Vom Meißner Bischof kam Mitte des 13. Jahrhunderts der Wunsch auf, die bestehende romanische Basilika durch eine neue gotische zu ersetzen. Begonnen wurde im Osten mit dem Chor, für dessen Bau man die damals sehr gefragte Werkstatt des Naumburger Meisters hinzu zog, die in engem Verbund mit der Architektur vier ausdrucksvolle überlebensgroße Stifter- und Patronatsfiguren und später drei weitere für die Johanneskapelle schuf.

## Kaiserpaar und Dompatrone im Ostchor
Die vier Skulpturen Kaiserpaar und Dompatrone befinden sich im Ost-Chor des Meißner Doms. Sie zeigen das kaiserliche Stifterpaar Otto I. und seine Gemahlin Adelheid von Burgund sowie die Domheiligen Donatus, Bischof von Arezzo und Johannes den Evangelisten. Die Skulpturen werden dem Werkstattverbund des sog. Naumburger Meisters zugeschrieben und entstanden zwischen 1250 und 1260.

### Kaiser Otto I. und Adelheid von Burgund

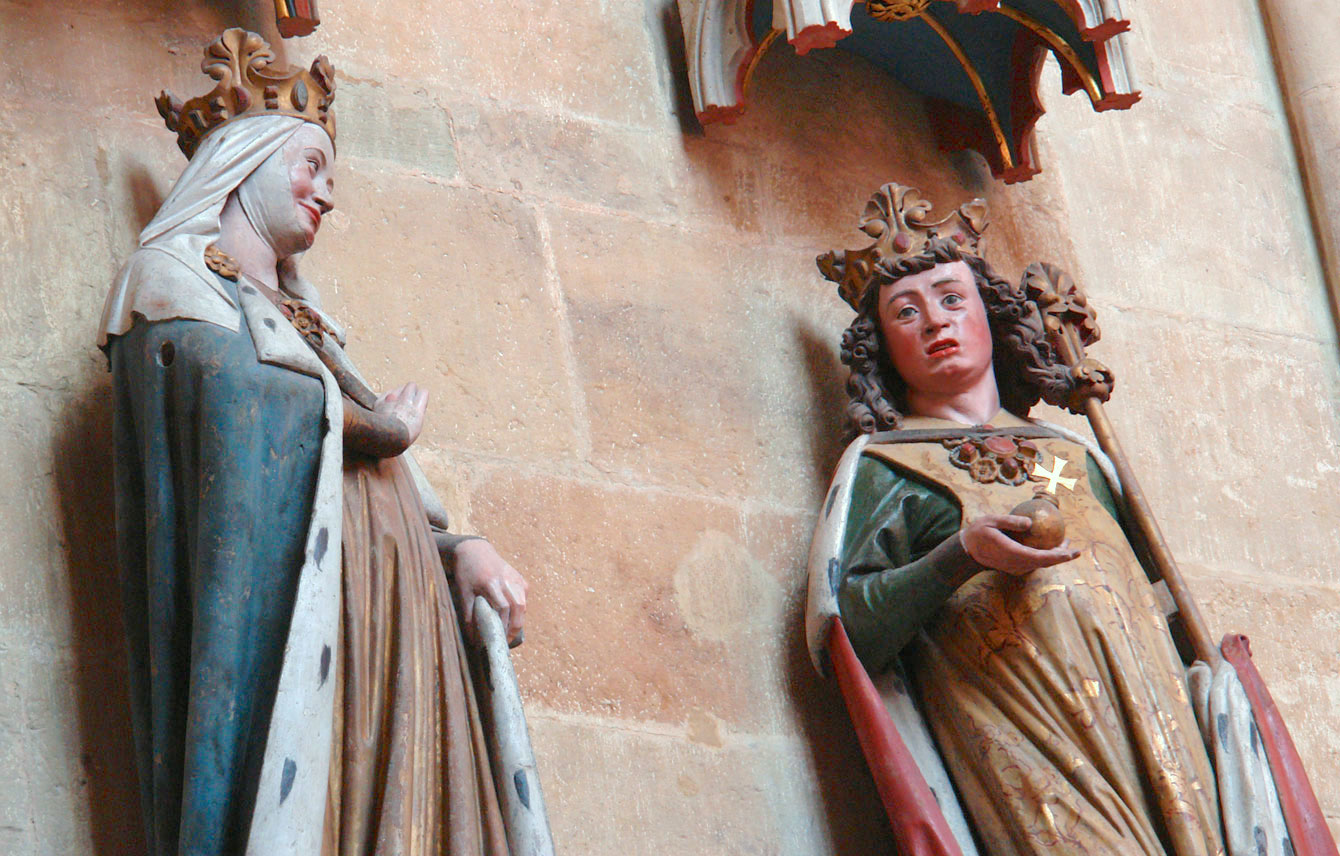
Kaiser Otto I. und Adelheid von Burgund, Naumburger Meister, um 1250–1260, Meißner Dom

Das kaiserliche Paar ist prachtvoll gekleidet, so trägt Adelheid ein goldenes Schlupfkleid oder Cotte, Otto ein grünes mit einem goldenen Surcot. Seine Schultern bedeckt ein roter, ihre ein blauer Tasselmantel, beide gefüttert mit Hermelin-Fellen, wie es nur hochgestellten Personen vorbehalten war. Krone, Reichsapfel und Zepter weisen sie eindeutig als Herrscher aus. Trotz dieser Insignien scheinen die beiden Figuren nicht in erster Linie auf ein kaiserliches Auftreten bedacht zu sein, sondern ihre Gestik und Mimik überraschen durch ihre natürliche Lebhaftigkeit. Das Paar ist einander zugewandt, Adelheid mit einem freundlichen, aufmunternden Lächeln, während Otto, ernsthaft, mit leicht geöffneten Lippen an seiner Gemahlin vorbei nach unten schaut, als ob er einen an ihn Herantretenden ansprechen wollte. Eine derart realistische, von Gefühlen geprägte Darstellung eines Herrscherpaares war für die damaligen Zeitgenossen noch neu und befremdete auch im Nachhinein seine Betrachter. (So zeigen Stiche des 18. und 19. Jhs. den Kaiser mit würdig geschlossenem Munde und Adelheid in hausmütterlicher, devoter Attitüde, beide mit beseeltem, zum Himmel gewandtem Blick, was veranschaulicht, wie nicht mehr erhaltene Originale durch spätere Darstellungen bisweilen verfremdet werden können.)

### Hl. Donatus und Johannes der Evangelist

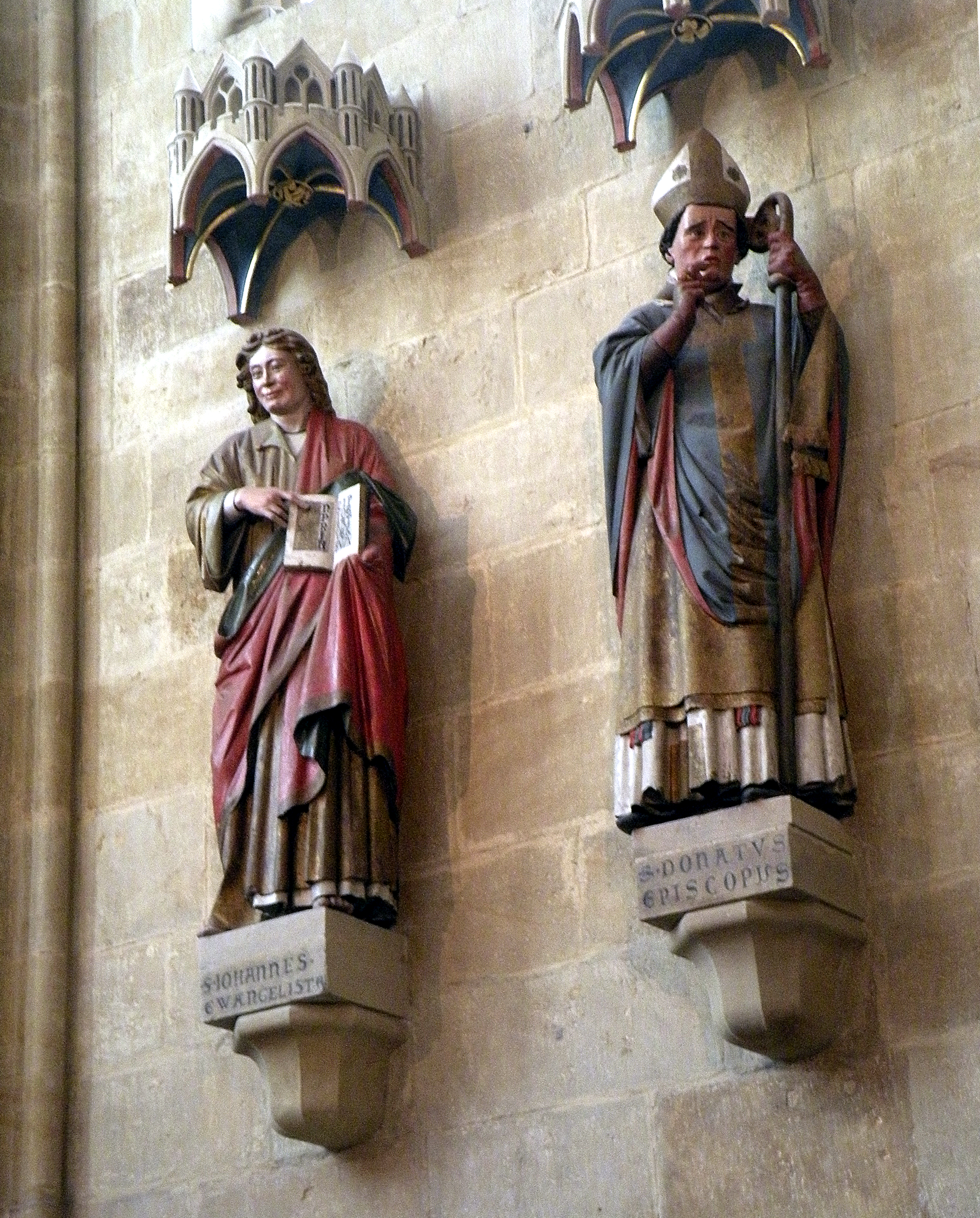
Johannes der Evangelist und der Hl. Donatus, Naumburger Meister, um 1250–1260, Meißner Dom

Der Kaiserin gegenüber steht der in Deutschland recht selten verehrte Hl. Donatus, Bischof von Arezzo, mit Mitra und Krummstab. 362 erlitt er den Märtyrertod unter dem römischen Kaiser Julian, dem dessen zahlreiche Heidenbekehrungen missfielen. Für den mit Italien vertrauten Otto hingegen könnten sie im 10. Jh. ausschlaggebend gewesen sein bei seiner Wahl eines Schutzpatrones für das frisch eroberte und noch zu missionierende slawische Meißen. Wie Adelheid, jedoch in Gegenrichtung, vollzieht auch Donatus eine Drehung aus der Hauptansicht und wendet sich, mit recht bekümmertem Gesicht, scheinbar den Domherren zu. Unklar ist, ob seine erhobene Rechte, deren Finger leider beschädigt sind, als Segens- oder Redegestus gedeutet werden soll. Als kirchlicher Vertreter trägt Donatus ebenso wie neben ihm Johannes eine liturgische weiße Albe und darüber eine goldene Tunika. Seine blaue Kasel nimmt farblich Bezug auf den blauen Mantel der Kaiserin, während der rot-grüne Umhang des Evangelisten mit den Farben des Kaisers korrespondiert. Johannes indes weist mit Blick auf Otto und heiterem Lächeln auf den Anfang seines Evangeliums hin: IN PRIN / CIPIO ERAT VERBUM; Am Anfang war das Wort (und das Wort ward Fleisch und wohnte unter uns).

### Historischer Kontext
Die auffallende Ähnlichkeit dieser Skulpturen mit den Naumburger Stifterfiguren lässt vermuten, dass Bischof Konrad I. von Wallhausen (1240–1259) deren Künstlertruppe 1250 gleich nach Abschluss ihrer Arbeiten in Naumburg für den Neubau seines Doms in Meißen abgeworben hatte. Dies bestätigt zum einen eine Auswertung der Steinmetzzeichen von beiden Bauten, zum anderen die Versatztechnik der schon von vornherein geplanten Bildnisstatuen, die vorzeitig fertig gestellt und dann mitsamt den Konsolen gleich während des Baus an der Wand fixiert worden waren. Dieser repräsentative Dombau war Teil des Machtkampfes Konrads gegen den Meißner Markgrafen Heinrich den Erlauchten (1221–1288), den er mittels zum Teil gefälschter Urkunden ausgefochten hatte und damit seine bischöflichen Rechte und Territorien auf Kosten Heinrichs erfolgreich erweitern konnte. Durch diesen Machtgewinn konnte er sein Bistum vom Metropoliten in Magdeburg unabhängig machen und war nur noch dem Papst verpflichtet. Den Friedrich II. nahestehenden Markgrafen ließ er mit Unterstützung des kaiserfeindlichen Papstes Innozenz IV. exkommunizieren und belegte dessen Land mit dem Interdikt. Seine politischen Ambitionen und territorialen Gewinne verhalfen ihm zu ergiebigen Einnahmequellen, mittels derer er seinen aufwendigen Dom-Neubau finanzierte. Die Ausstattung des kurz vor 1250 begonnenen Domchores erfolgte daher nicht nur unter liturgischen Aspekten, sondern sollte dank einem geschickt inszenierten Figurenprogramm Konrads politische Rechtmäßigkeit demonstrieren. Otto d. Gr., der 968 gemeinsam mit Adelheid das Bistum Meißen gegründet hatte, erhielt daher gemeinsam mit seiner Gemahlin den Ehrenplatz an der Nordwand des Chores, auf der liturgisch bedeutenderen Evangelienseite rechts vom Hochaltar, während Konrad die beiden Schutzpatrone gegenüber auf der Epistelseite positionierte. Anschaulich scheint der Kaiser eben im Begriff, die Bistumsgründung mit all ihren dazu gehörenden Rechten unwiderruflich zu verkünden. Es wird sogar vermutet, dass Konrad die Aussage dieses kaiserlichen Ediktes noch dadurch verstärken wollte, indem er seinen Bischofsthron direkt unter den Figuren des Kaiserpaares aufstellen ließ, etwa da, wo dann später eine spätgotische Tür eingefügt wurde.

### Fassung
Zwar hatte man die Skulpturen schon während des Baus an der Wand fixiert, ihre Fassung erfolgte aber erwiesenermaßen erst danach. Heute geben Restaurierungen wieder ihre originale Farbgebung wieder, was sie vor dem seit jeher unbemalten Hintergrund besser zur Geltung kommen lässt. Die Konsolen unter den Figuren waren nicht gefasst, die Baldachine über ihnen zeigen ein blaues Gewölbe mit goldenen Rippen und rot gerandete Arkaden.

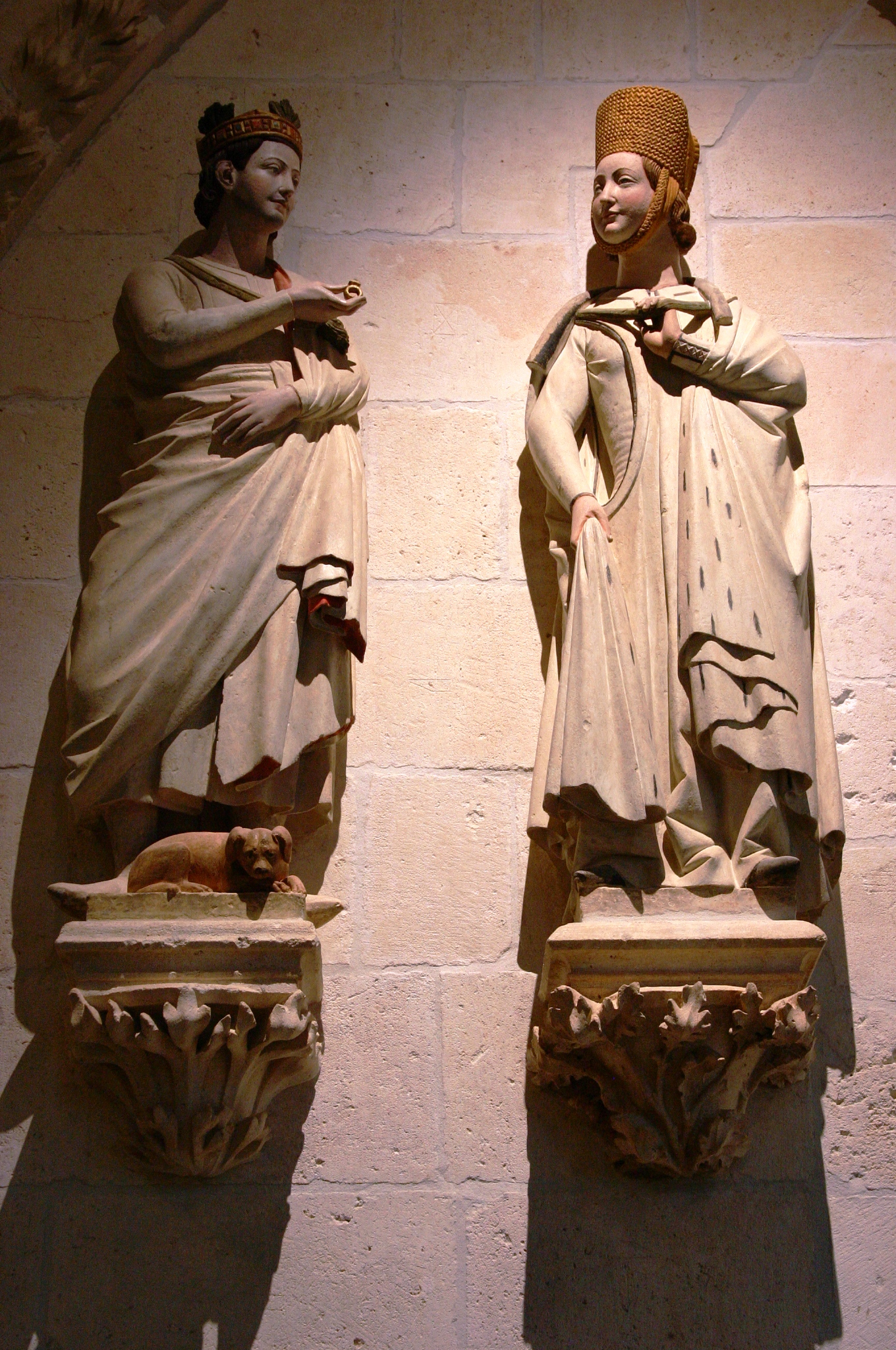
König Ferdinand III. und seine Braut Beatrix von Schwaben im Kreuzgang der Kathedrale von Burgos

Ein weiteres Mittel, um die Bedeutung der Dargestellten zu unterstreichen war, dass man das Joch über ihnen durch goldgelbe Rippen betonte, wodurch diese sich von den einfacheren roten Rippen des restlichen Chores unterschieden.

### Rezeption
Ein sehr ähnliches Skulpturen-Paar wie Adelheid und Otto I. existiert auch im Kreuzgang der Kathedrale von Burgos. Es zeigt den kastilischen König Ferdinand III. mit seiner Braut Beatrix von Schwaben, Tochter des deutschen Königs Philipp von Schwaben. Dieser war nach dem Aussterben der Staufer zu deren Nachfolger gewählt worden. Nach seinem Tod erhob Alfons X. als ihr Sohn Ansprüche auf sein mütterliches Erbe, das Herzogtum Schwaben, und die damit verbundene römisch-deutsche Königswürde. 1257 wurde er tatsächlich mit Hilfe der Sachsen zum deutschen König gewählt, allerdings gleichzeitig mit einem englischen Konkurrenten, was zu einem Doppelkönigtum führte, das erst 1273 mit der Wahl Rudolfs von Habsburg endete.
Er mochte daher von den einzigartigen Stifterfiguren gehört und einzelne Mitglieder der Werkstatt nach Abschluss ihrer Arbeiten in Meißen auf diplomatischem Weg nach Burgos geholt haben. Wie Otto und Adelheid ist auch dieses Paar – obgleich seitenverkehrt – einander freundlich zugewandt, wobei vor allem die Haltung und Gestik der Beatrix derjenigen von Adelheid weitgehend entspricht. So erfasst auch sie, wie man es bei Skulpturen des 13. Jhs. sonst nirgends mehr findet, mit der dem König Alfons zugewandten Hand den Tasselriemen ihres Mantels, dessen Saum sie mit der anderen Hand ähnlich wie die Kaiserin anhebt. Außerdem wurden auch diese Figuren wie in Naumburg und Meißen bereits beim Bau mitsamt ihrer Konsolen in die Wand eingelassen. Auffallend zudem der Faltenkranz im Achselbereich vom Unterkleid der Königin, bekannt als typisches Stilmittel in der deutschen Plastik des 13. Jhs.

## Maria, ein Engel und Johannes der Täufer in der Johanneskapelle

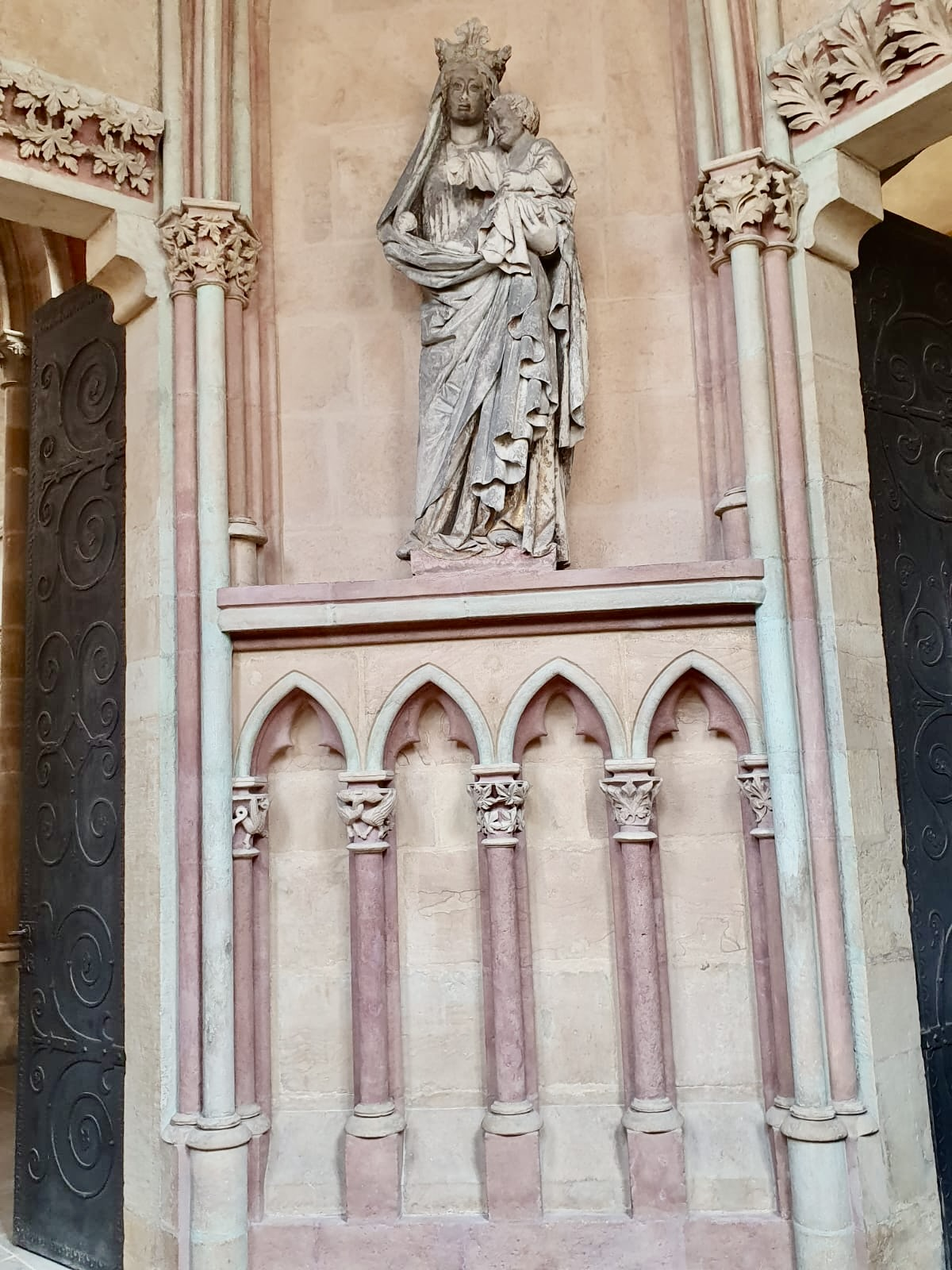
Madonna, Naumburger Meister, nach 1260

Bis heute nur wenig Beachtung finden die Figuren der Kapelle im Achteckbau auf der Südseite des Domes nahe dem Seitenschiff. Dieses zweistöckige turmartige Gebäude entstand 1270 für den neu gestalteten Ostbereich der Kirche. Sein Wendelstein führte einst zu einer Johannes dem Täufer geweihten Kapelle im zweiten Geschoss. Von dort aus konnte man auch auf die Empore gelangen, die auf dem basilikalen Gewölbe des ersten Joches angelegt worden war, nachdem 1290 feststand, dass der Dom nicht wie geplant eine Basilika, sondern eine Hallenkirche werden sollte. Das damals noch durch drei spitzbogige Arkaden zugängliche Erdgeschoss diente anfänglich als repräsentative Eingangshalle für den östlichen Neubau. 1340 entschied man sich für ein anderes Hauptportal im dritten Joch der neu errichteten Südschiffwand. In diesem Zusammenhang wurden die Arkadenöffnungen der ersten Eingangshalle verschlossen, so dass daraus eine Marien-, später die heutige Johanneskapelle entstand. Noch heute kann man sie vom südlichen Seitenschiff oder Querhaus aus durch zwei Türen betreten.
Über den Blendarkaden im Sockelbereich stehen auf einem Mauerrücksprung drei überlebensgroße Sandsteinfiguren. Sie werden ebenfalls dem Naumburger Werkstattverbund zugeschrieben. Sie dürften, was auch ihre stilistische Einordnung bestätigt, kurz nach 1260, also etwas später als diejenigen des Ostchors entstanden sein.
Ihr Äußeres hatte sehr gelitten, als man 1910 die Arkaden der Eingangshalle öffnete, um den Raum in seinen Originalzustand zurückzusetzen, so dass die Skulpturen bis 1999 weitgehend schutzlos der Witterung ausgesetzt waren. Dadurch, dass ein steinfarbener Grundton ihr heutiges Äußeres bestimmt und nur noch spärliche Reste einer verschmutzten oder veränderten Fassung zu erkennen sind, haben die Figuren in dem kleinen und schlecht belichteten Raum viel von ihrer einstigen Faszination verloren. Im 13. Jh. dürften sie beim Betreten der Eingangshalle unter ihrem blauen Himmelsbaldachin auf die damaligen Kirchgänger einen starken Eindruck gemacht haben. Dies war nicht nur ihrer prachtvollen Farbigkeit zu verdanken, sondern auch der Tatsache, dass sie dem Eintretenden in dem kleinen Raumes ganz nah und überlebensgroß gegenüberstanden.
Hauptfigur der Kapelle war Maria, die die Gläubigen zwischen den beiden zum Kirchenschiff und Chor führenden Türen empfing. Sie trug ein prachtvolles goldenes Gewand und einen blauen Mantel, während das Jesuskind auf ihrem Arm mit einem grünen Untergewand und leuchtend roter Tunika bekleidet war. Golden wie die Krone der Himmelskönigin waren auch die Haare des Kindes ebenso wie die des Engels gegenüber und dessen Weihrauchfass. Auch er erschien in rotem Gewand bedeckt, von einem grünen, rot gefütterten Mantel. Selbst Johannes der Täufer zeigte sich in einer goldenen Tunika und das ihm sonst vorbehaltene härene Gewand konnte man allenfalls an leicht angedeutetem Fell auf dem ockerfarbenen Umschlag seines roten Mantels erahnen. Ocker war auch das Lamm auf der vergoldeten Scheibe, seine Fahne hingegen rot. Für die Inkarnate der Figuren hatte man im 13. Jh. Bleiweiß verwendet, das allerdings im Laufe der Zeit stark nachgedunkelt ist, was dem Erscheinungsbild der Skulpturen weiteren Abbruch tut. All diese Details machen deutlich, wie aufwendig die Polychromie der Fassungen gestaltet worden war und dass man damals auch hier wie im Ostchor die Farbgebung der Figuren sorgfältig aufeinander abgestimmt hatte. Wie die Gottesmutter ist auch Johannes der Täufer dem Betrachter frontal zugewandt und scheint ihn unmittelbar anzusprechen. Dabei weist er mit dem ihm eigenen Zeigegestus auf das Lamm, gleichzeitig aber auch auf das Jesuskind, wodurch er den Gläubigen ebenso wie der schmerzerfüllte Gesichtsausdruck der Gottesmutter an das Opfer der christlichen Erlösung erinnert. Auch der Engel mit seinem Weihrauchfass ist auf das Kind ausgerichtet, das hingegen seine Aufmerksamkeit unbefangen den aus der Kirche heraus Tretenden widmet. Es hält in der Linken eine abgebrochene Pergamentrolle, auf die es mit der Rechten gedeutet oder geschrieben zu haben scheint. Es soll das Buch des Lebens symbolisieren mit all den Namen derjeniger, denen es vergönnt sein wird mit Gott im Himmel zu leben.

## Position
Lange hatte man geglaubt, dass die sieben Figuren im Ostchor und der Johanneskapelle Teil eines Portalgewändes gewesen seien; eine These, die in den vergangenen Jahren aber durch neuere Untersuchungen widerlegt worden ist.

## Meister und Werkstatt
Es stellt sich dem Betrachter die Frage, ob all die zahlreichen Bildwerke wie beispielsweise in Mainz, Naumburg und Meißen tatsächlich nur aus der Hand eines einzelnen Künstlers stammen. Unsere Kenntnis von der Arbeitsaufteilung im Mittelalter könnte eher vermuten lassen, dass man sich unter dem Naumburger Meister eine schöpferisch begabte Persönlichkeit vorstellen muss, die das architektonische und bildhauerische Gesamtprojekt entworfen, geleitet und dafür die Vorlagen skizziert hatte.
Bei den Figuren darf man sich dabei den Arbeitsvorgang etwa folgendermaßen vorstellen: Da im Mittelalter die Vollplastik noch als heidnisch empfunden worden war, entschied man sich damals vorrangig für Wandfiguren. Diese waren dem Blick des Betrachters aber nicht rundherum zugänglich, weshalb man ihre Bearbeitung nicht an einem frei stehenden, sondern auf einem liegenden Steinblock ausführte. Auf dessen freien Flächen wurde nun der jeweilige Entwurf übertragen.() Daraufhin übernahm ein erster Steinmetz die grobe Bearbeitung des Werkstückes und einer oder mehrere weitere setzten sie mit feinerem Werkzeug fort. Bei diesem Prozess dürfte sie der Naumburger Meister entsprechend ihrer unterschiedlichen Qualifikationen eingesetzt haben, ein Verfahren, das man bei der Plastik schon seit der Antike kennt.
Die einzelnen Arbeitsvorgänge werden dabei von ihm genau überprüft und nach Bedarf durch weitere Zeichnungen auf der roh bearbeiteten Oberfläche ergänzt worden sein.
Ein derartiger Arbeitsablauf könnte daher zum Schluss führen, dass die Werke des Naumburger Meisters nicht ausschließlich nur von ihm, aber unter seiner Ägide und in enger Zusammenarbeit mit seiner Werkstatt geschaffen worden waren.

## Stilistische Einordnung
Die Meißner Figuren werden von den Kunsthistorikern unterschiedlich bewertet. Indem sie weniger geheimnisvoll und schicksalhaft wirken als ihre Naumburger Vorbilder, sehen manche in ihnen eine Vergröberung und Verhärtung des Stiles. Für andere jedoch bedeuten sie dadurch, dass sie sich stärker von der Architektur lösen und wie in der Eingangshalle monumentaler, raumgreifender und damit von verschiedenen Seiten zu betrachten waren, eine entscheidende Weiterentwicklung in der mittelalterlichen Plastik.